# Sidhe

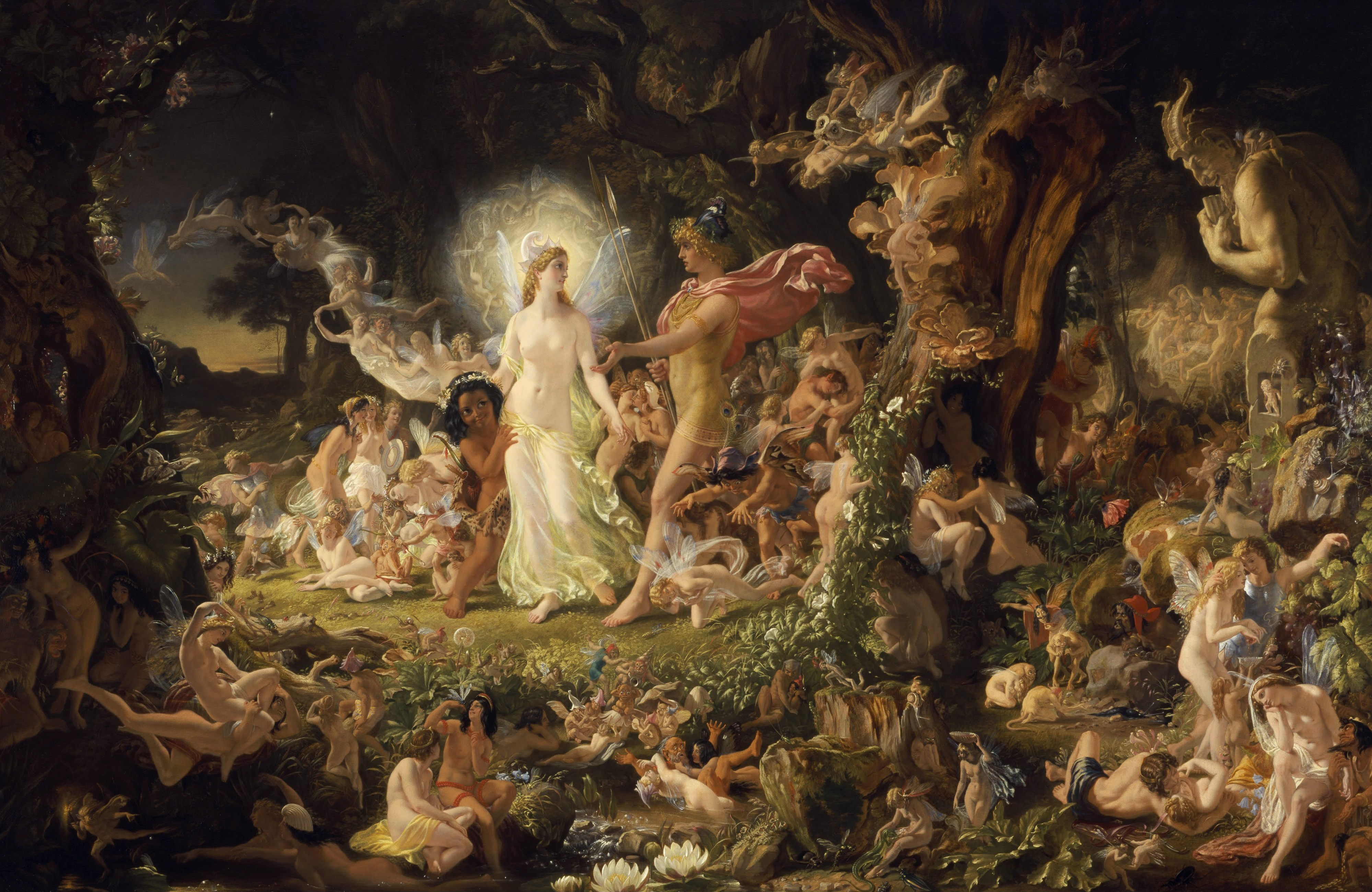
La contesa di Oberon e Titania, opera di Joseph Noel Paton (1849) ispirata a Shakespeare.

Sidhe (pronuncia: [ʃiːə]), in italiano scide, è la parola gaelica che indica il popolo fatato, chiamato anche piccolo popolo, composto secondo le mitologie nordiche da folletti, fate, elfi, gnomi, ecc., designati alternativamente come spiriti elementali. La traduzione letterale è popolo delle Colline.
Il Sidh è invece l'oltretomba celtico, un mondo felice, parallelo a quello umano, che può essere interpretato sia come l'habitat invisibile in cui dimora appunto il «buon Popolo», o «piccolo Popolo» che dir si voglia, o più semplicemente come l'immagine evocativa del mondo spirituale.

## La leggenda
Daoine Sidhe è il nome assunto dai Túatha Dé Danann, quando i Milesi li respinsero sottoterra. Loro re era Finvarra, che da quel giorno regna nel suo palazzo sotto la collina fatata di Knockma. La loro abilità nel gioco degli scacchi è leggendaria e nessun essere umano è mai riuscito a batterli, lo stesso Re Finvarra ha tale titolo poiché è il più bravo giocatore di scacchi fra di loro. Finvarra è conosciuto anche come donnaiolo e spesso si reca sul piano terreno per rapire donne mortali.
Quando i Túatha Dé Danann, antichi sovrani dell'Irlanda arcaica, si allontanarono dall'isola, non si sa bene dove si diressero: c'è chi afferma che la loro migrazione li portò dalle coste fino all'entroterra, in un posto chiamato Færie, con una conseguente integrazione culturale, e chi sostiene invece che tornarono nell'isola da cui arrivarono.
Ma le leggende li descrivono come un popolo fatato e semidivino dell'Annwyn (l'aldilà celtico) i cui membri, immortali e potenti maghi, partecipavano a eterni banchetti in luoghi fuori dallo spazio e dal tempo, collocati spesso all'interno degli antichi tumuli o in prossimità di dolmen o dei laghi, oppure danzavano sotto la luna, oppure ancora rapivano bambini.
La magia di questi luoghi sacri ne rievoca infatti lo spirito. Si narra che gli elfi siano tutto ciò che resta dei Tuatha de Danaan, guardiani dei laghi irlandesi e scozzesi.

## Cronaca
In Italia è stato redatto una sorta di fascicolo contenente presunti avvistamenti di esseri e creature fatate nei boschi dell'Appennino da parte della guardia forestale.
In Islanda la presenza di una folta comunità di elfi e personaggi del popolo fatato, testimoniata da una veggente di nome Ragnhildur Jonsdottir, avrebbe indotto nel 2014 il governo dell'isola a interrompere momentaneamente i lavori di costruzione di una superstrada per consentire agli esseri invisibili di trasferirsi al sicuro, mentre le loro abitazioni e luoghi sacri, costituiti da un gruppo di rocce antichissime, venivano trasferiti lontano dalle ruspe.